# Перевернутий мікроскоп

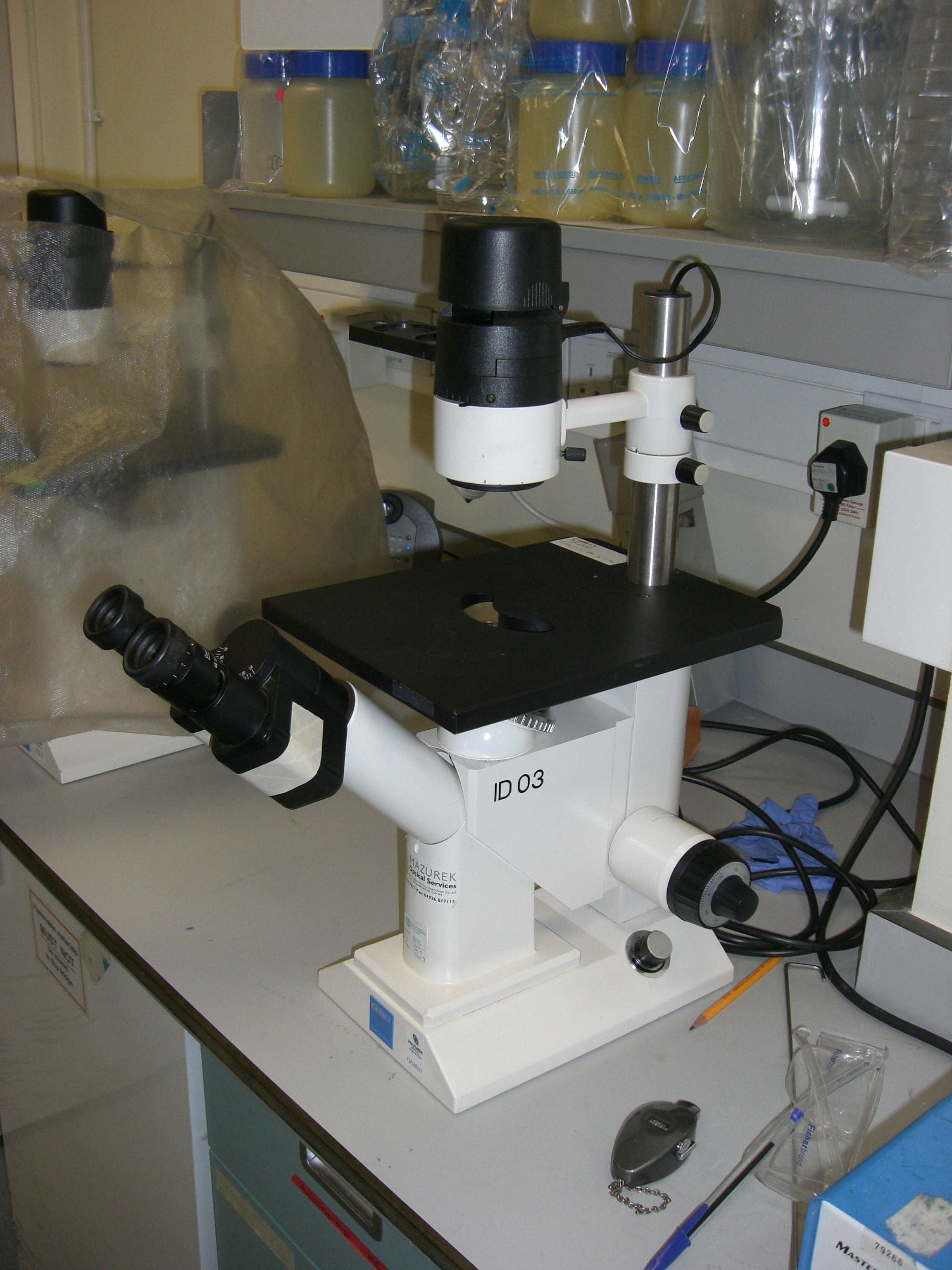
Перевернутий мікроскоп, використовується у ткацтві

Перевернутий мікроскоп — мікроскоп, у якого джерело світла і конденсор розташовані над предметним столиком, а об'єктив - унизу. Винайдений у 1850 році Дж. Лоуренсом Смітом, викладачем Університету Тулейна (тоді він називався Медичний коледж Луїзіани).. Принцип дії та формування зображення такі ж, як у звичайного мікроскопа.

## Принцип роботи
Предметний столик перевернутого мікроскопа зазвичай фіксований, а фокус регулюється переміщенням сочки об'єктива вздовж вертикальної осі, щоб наблизити або віддалити її від зразка. Механізм фокусування зазвичай має подвійну концентричну ручку для наближеного та чіткого регулювання. Залежно від розміру мікроскопа, чотири-шість лінз об'єктива різного збільшення можуть бути встановлені на обертовій турелі, відомій як наконечник. Ці мікроскопи також можуть бути оснащені аксесуарами для фото- та відеокамер, флуоресцентного освітлення, контрольного сканування та багатьох інших застосувань.

## Застосування

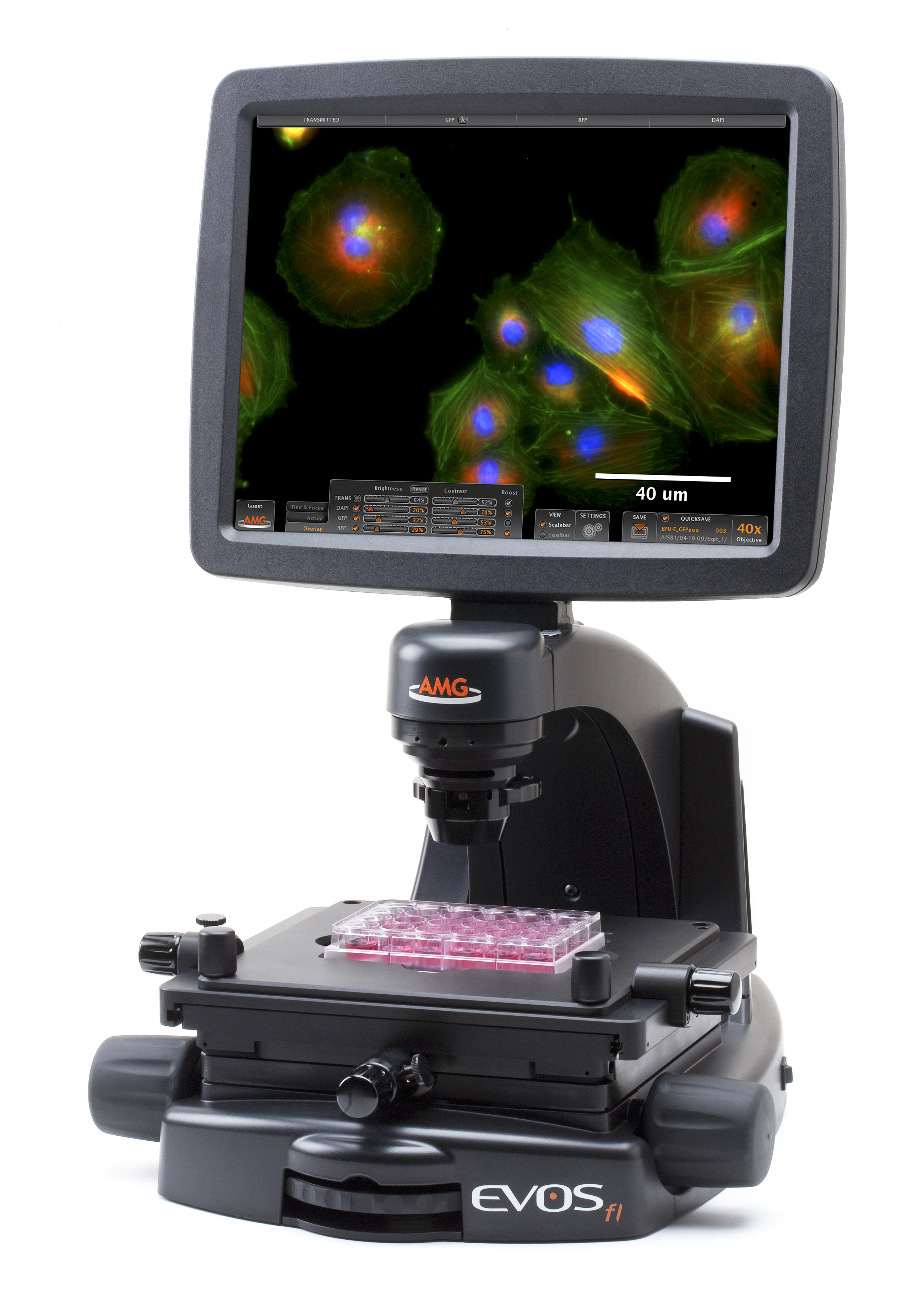
Перевернутий мікроскоп із комп'ютерним монітором замість окулярів

Перевернуті мікроскопи служать для спостереження за живими клітинами або організмами на дні великого контейнера (наприклад, колби з культурою тканин) у більш природних умовах, ніж на предметному склі, як у випадку зі звичайним мікроскопом. Перевернутий мікроскоп також використовується для візуалізації бактерій, наприклад, Mycobacterium tuberculosis в аналізі чутливости до лікарських засобів.

## Мікроманіпуляції

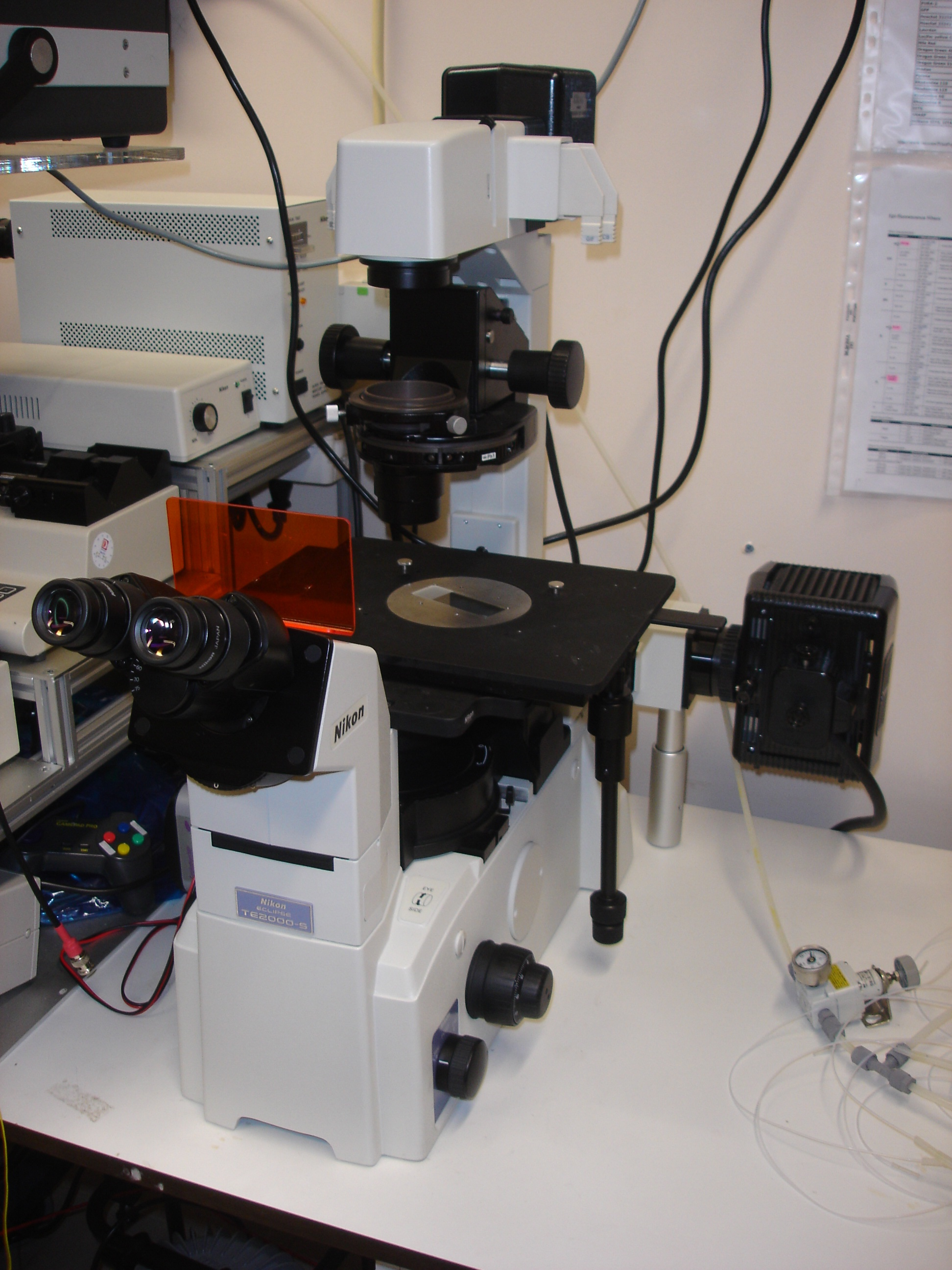
Перевернутий флуоресцентний мікроскоп

Перевернуті мікроскопи використовуються в мікроманіпуляціях, де потрібен простір над зразком для механізмів маніпулятора та мікроінструментів, які вони містять, а також у металургійних застосуваннях, де поліровані зразки можна розміщувати на столику та переглядати знизу за допомогою відбивальних об'єктивів.